# Карчабек
Карчабек (кирг. Карчабек) — село в Узгенском районе Ошской области Кыргызстана. Входит в состав Кызыл-Тооского аильного округа. Код СОАТЕ — 41706  255 847 40 0

## Население
По данным переписи 2023 года, в селе проживало 928 человек.